# 40e armée (Union soviétique)
La 40e armée (russe : 40-я общевойсковая армия) des forces terrestres soviétiques, est un commandement au niveau de l'armée qui a participé à la Seconde Guerre mondiale de 1941 à 1945 et a été réformé spécifiquement pour la guerre soviéto-afghane de 1979 à environ 1990. L'armée devint le noyau de la force d'occupation soviétique (OKSVA) en Afghanistan dans les années 1980, officiellement nommée « Contingent limité des forces soviétiques en Afghanistan ».